# ریاضیات چیست؟
ریاضیات چیست؟ (به انگلیسی: What Is Mathematics?) کتابی است از ریچارد کورانت و هربرت رابینز، که برای آشنایی دانشجویان ریاضی و افراد غیرمتخصص به گسترهٔ ریاضیات نوین نوشته شده‌است. ویرایش نخست آن در سال ۱۹۴۱ میلادی انجام شد که به نظریهٔ اعداد، هندسه، توپولوژی و حسابان می‌پرداخت. در سال ۱۹۹۶ میلادی ویرایش دوم آن انجام گرفت که در آن، یان استوارت بخشی را برای آشنایی با پیشرفت‌های اخیر ریاضی افزوده‌است.
آلبرت اینشتین: «این کتاب بیان روشنی از مفاهیم و روش های اساسی در تمام عرصه های ریاضیات است.»
ویرایش نخست کتاب "ریاضیات چیست؟" توسط حسن صفاری ترجمه گردید و ویراست دوم نیز توسط سیامک کاظمی در سال ۱۳۷۹ شمسی به فارسی ترجمه شده و نشر نی آن را منتشر کرده‌است.